# Carolina Albuquerque
Carolina Demartini de Albuquerque, född 25 juli 1977, är en brasiliansk volleybollspelare.
Albuquerque tävlade för Brasilien vid olympiska sommarspelen 2008 i Peking, där hon var en del av Brasiliens lag som tog guld i volleyboll.